# William Pimm
William Edwin Pimm, né le 10 décembre 1864 à Bow et mort le 18 juillet 1952 à Miami, est un tireur sportif et un peintre britannique.

## Carrière

### Carrière sportive
William Pimm est médaillé d'or en petite carabine par équipes aux Jeux olympiques de 1908 à Londres ainsi qu'en petite carabine à 50 m par équipes aux Jeux olympiques de 1912 à Stockholm. Lors de ces Jeux de Stockholm, il remporte aussi la médaille d'argent en petite carabine à 25 m par équipes.

### Carrière artistique
William Pimm est un artiste de style édouardien et victorien, peignant des portraits et des paysages. Il rencontre notamment Vincent van Gogh à Anvers en 1885. Il est pendant un temps le portraitiste officiel du maire de Londres. Lors de la Première Guerre mondiale, il est envoyé au front pour dessiner les lignes allemandes sur le front de l'Ouest.

## Vie privée
Il est le beau-père du tireur William Styles.